# قصر في الهواء (فلم)
قصر في الهواء هو فيلم مصري من إخراج عبد الحليم نصر، صدر يوم 14 إبريل 1978.

## الأبطال
- يسرا
- مصطفى فهمي
- يوسف شعبان
- جورج سيدهم
- محسن سرحان
- مريم فخر الدين
- أحمد الجزيري
- كريمة الشريف
- سيف الله مختار
- إيمان ذو الفقار
- هناء ثروت
- نادر نور الدين